# 天津庆王府
天津庆王府是清朝庆亲王奕劻长子、乾隆帝玄孙、正紅旗總族長、農工商部尚書庆贞亲王载振在天津的故居。该建筑建于1922年并于次年（1923年）落成，位于当时的天津英租界的剑桥道（Cambridge Road）（今和平区重庆道55号）。该建筑目前是天津市文物保护单位和特殊保护等级历史风貌建筑，并作为天津五大道近代建筑群的重要组成部分，被中华人民共和国国务院批准为全国重点文物保护单位。现为天津市庆王府酒店管理有限公司旗下项目。

## 历史
庆王府始原为清末太监大总管小德张（张兰德）亲自设计、督建的私宅，1913年，隆裕太后去世后，小德张出宫携大量资财和家人奴仆到天津英租界做寓公。1922年，他在天津英租界剑桥道上购得一块地皮，开始大兴土木，并于次年（1923年）建成该建筑，小德张便携一家老小迁入在此居住了3年。

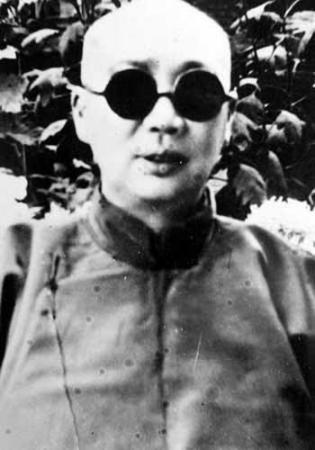
庆王府创建者小德张

1925年，清室第四代庆亲王载振从小德张手中购得此楼，后携家眷子女迁入定居天津，因而得名“庆王府”。载振购得此楼后，除建筑加盖一层作为影堂之外，其余部分没有做太大改动，只在内部装饰上做了些添置。

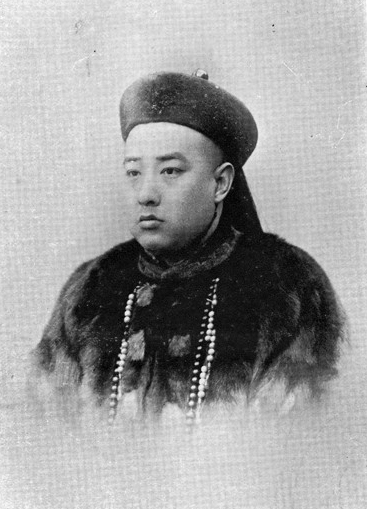
庆贞亲王载振

载振在庆王府起居饮食仍保持王府旧制。主灶的厨师有六人，助手九人，每天备下的菜品多达五十多种。1937年，载振五十岁生日那天，在大厅安装了活动小舞台，请来京津著名京剧演员，演出京戏堂会，大宴亲朋好友，一天的费用高达一千七百块现大洋。招待遗老旧臣饮宴，只饮庆王府自酿的“香白酒”。经常来庆王府的遗老旧臣有章一山、金梁、严范孙、华世奎、张鸣歧、小德张以及大总统徐世昌等人。载振用巨额财富经商，和津门买办高星桥合办“新业公司”，并投资三十万元和高星桥合股兴建了法租界的劝业场、交通旅馆和渤海大楼三处大楼。平时，载振就是在这座庆王府中玩花鸟、宴宾客、办堂会，从1926年到1947年12月31日逝世，在这里共居住了二十一年。
中华人民共和国成立后后，军管会接管了庆王府。自1950年起，该建筑先后成为中苏友好协会天津分会、天津市人民对外友好协会、天津市外经贸委、天津市商务委员会的办公地点，1968年，天津市人民政府外事办公室迁入庆王府并在此办公四十余年。1991年，庆王府成为天津市文物保护单位。
2010年6月，天津市历史风貌建筑整理有限责任公司依据“保护优先、合理利用、修旧如故、安全适用、有机更新”的原则对庆王府整修工作。在天津市国土资源和房屋管理局带领下，天津市历史风貌建筑整理有限责任公司与天津大学、南开大学、同济大学和天津住宅集团等四十余个团队，通过一年的时间完成了庆王府的整修工作。

## 建筑
天津庆王府占地面积4327平方米，建筑面积5922平方米，为砖木混合结构三层内天井围合式建筑，并设有地下室。建筑外立面为中式青砖砌筑，外檐为水刷石，环绕四周的回廊和立柱，搭配着蓝、绿、黄三色中国传统琉璃栏杆形成柱廊。建筑内部设有高12米、面积350平方米、呈四方布局的中庭，是整个建筑的中心，其他房屋在其四周依序展开。庆王府院内右侧原设有一排平房为厨房，左侧靠院墙原设有一排中式平房为当时的书房和教室，这两处平房现已不存。庆王府院内原设有花园，里面有水池喷泉和假山，假山上设有亭子。现在假山还在，喷泉稍有变化。院子里最后面有一排平房，是女佣住的；主楼的半地下室是一圈房屋，是男佣住的。该建筑在当时是一座典型的中西合璧建筑。

### 建筑细节
- 彩色玻璃：庆王府内部的彩色玻璃上刻有“壬戌仲秋伴琴主人”，其中的山水图画为小德张亲手所绘并刻上自己的雅号，他将“人”字多刻出两撇以作标识。载振购得此楼后，将刻有小德张雅号“伴琴主人”四字的彩色玻璃也一并沿用下来。
- 琉璃柱：庆王府外部的六菱形琉璃柱以及内部中庭二楼回廊的196根六菱形琉璃柱，均为小德张当年从北京运载至天津，琉璃柱的蓝、绿、黄三种御用之色为显示出每根琉璃柱的皇家血统。
- 楠木透雕装饰罩：庆王府主楼三楼东西两侧房间各设有一双面透雕楠木落地罩和垂楣罩，当时由载振聘请散落在民间的宫廷造办师亲手打造，落地罩为渔、樵、耕、读、商等劳作图景，祈求子孙平安，富贵吉祥，其工艺较为复杂，彰显出中国的祈福文化。
- 墙面彩绘：庆王府主楼二层即载振三子溥铨的卧房、中庭回廊和楼梯顶部均装饰有彩绘。
- 十七级半台阶：庆王府主楼的大门前设有一座宝塔式的十七级半台阶，第一级台阶比其他台阶矮。由于“十八”为皇帝御用，因此，小德张将自己入户台阶建为十七级半，看似十八级，实则矮了半分。
- 雕花木门：庆王府内部门厅设有四扇紫红色的木门，正反八幅描摹为中国山水图景的油画内嵌于门框上。门厅与中庭交汇处的隔扇门上的木头雕花为旧时纯手工雕刻，画面皆为祥瑞花式，荷花、梅花和牡丹点缀其间，正门所对隔扇门上方雕有“揽柿图”，图中众人在柿树下揽柿子，“柿图”谐音“仕途”。雕花木门镶嵌有内压鲜花的玻璃。门上方镶嵌有当时进口的编织为布状的丝状玻璃隔扇，上面绘制有中国山水图景。
- 葡萄吊灯：庆王府主楼内部中庭顶部装有两盏来自德国的葡萄造型吊灯。

## 现状
目前，庆王府由天津市庆王府酒店管理有限公司经营管理，为天津市一所较为高端的酒店。庆王府现在内部除原有主楼和庭院还新增展览馆、图书室、雪茄坊、庭悦咖啡厅和办公楼。主楼内的中庭及包房依照天津庆王府和北京庆王府房间内原有匾额、载振出洋考察所到之处等历史信息进行命名，如中庭“天锡”取自原天津庆王府内部中庭悬挂的御赐匾额“天锡纯嘏”，而“乐有余”和“契兰”取自北京清王府房间内部的原有匾额。

## 图集

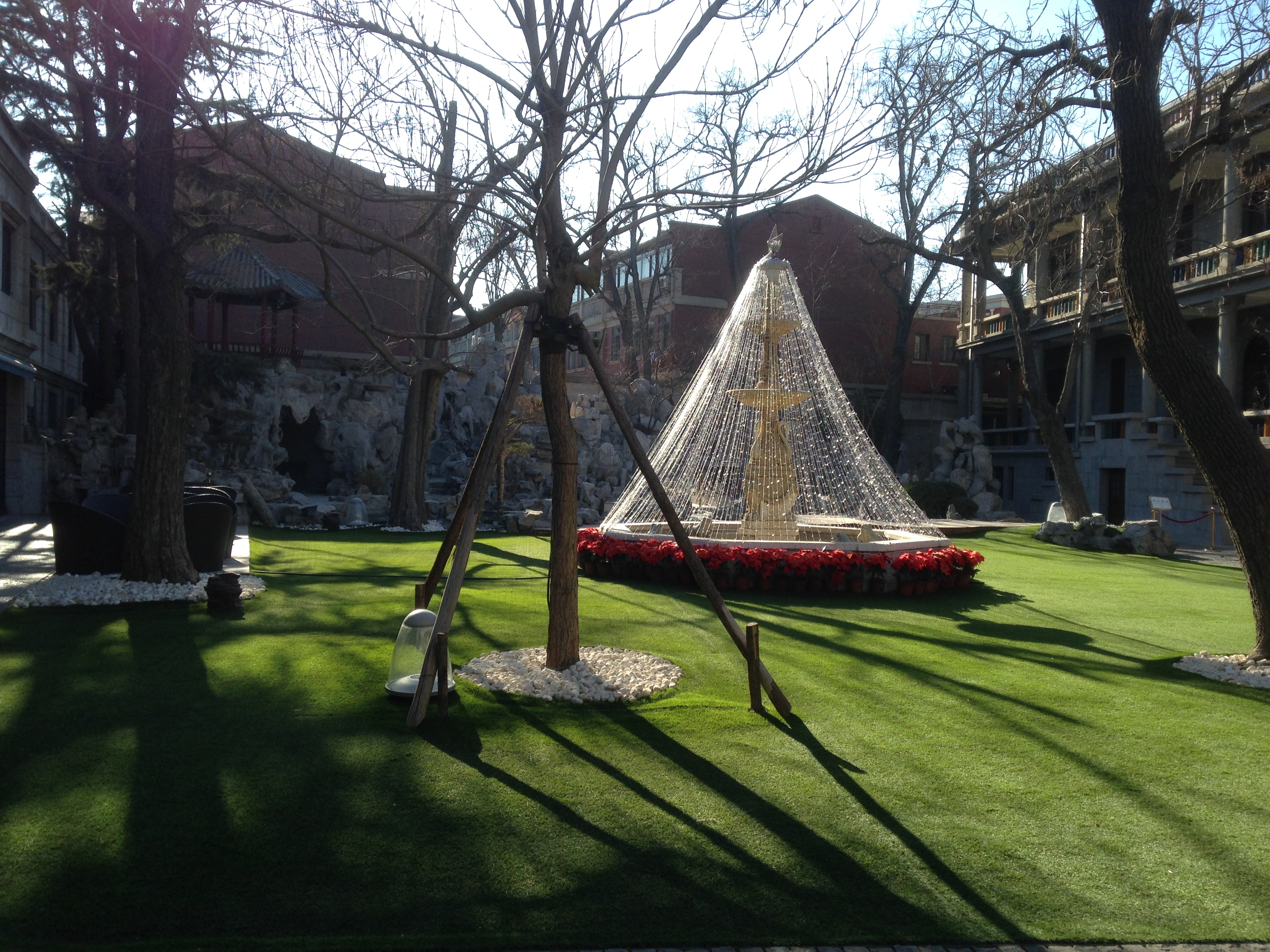
庆王府园内假山
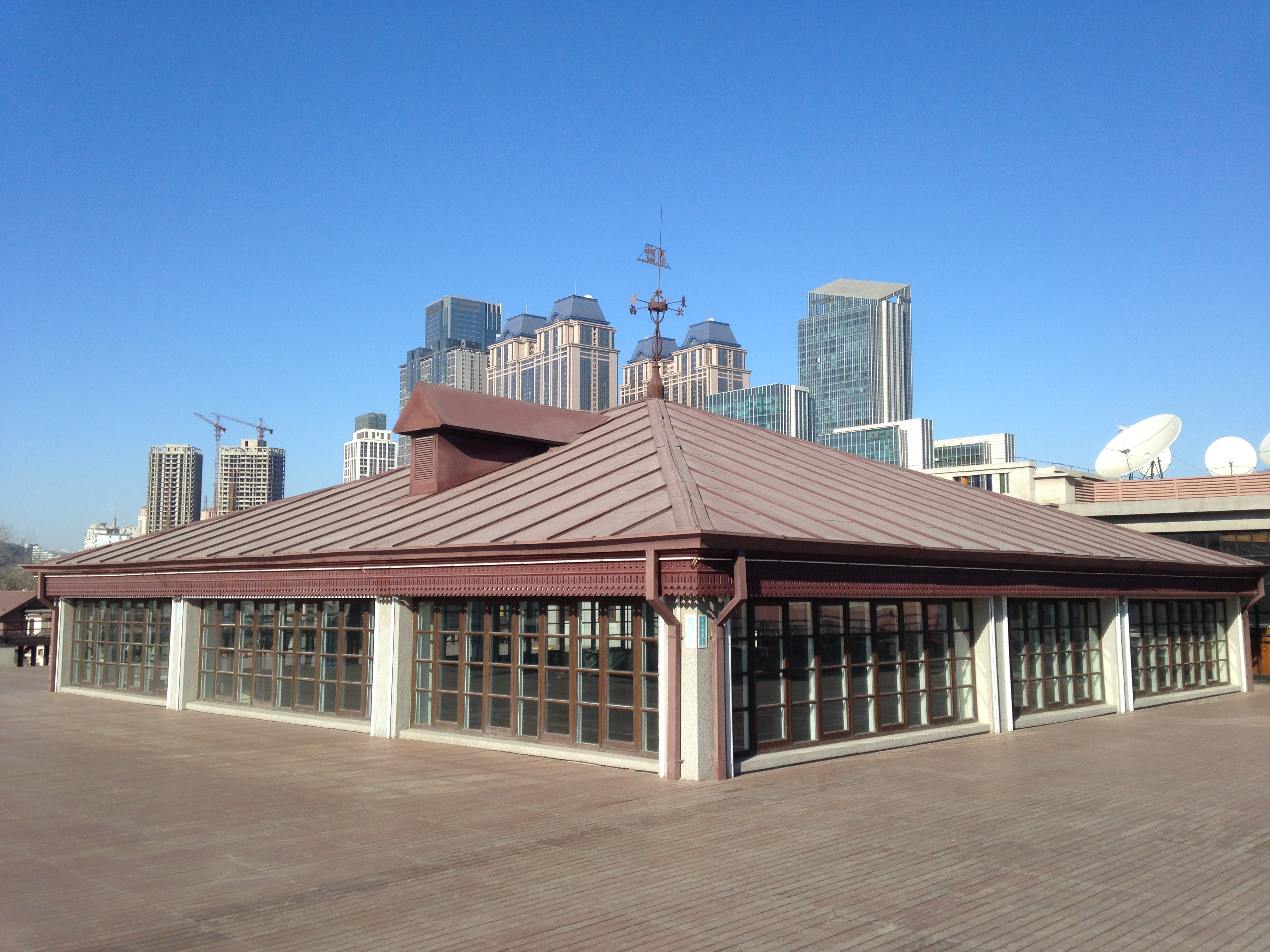
庆王府顶部
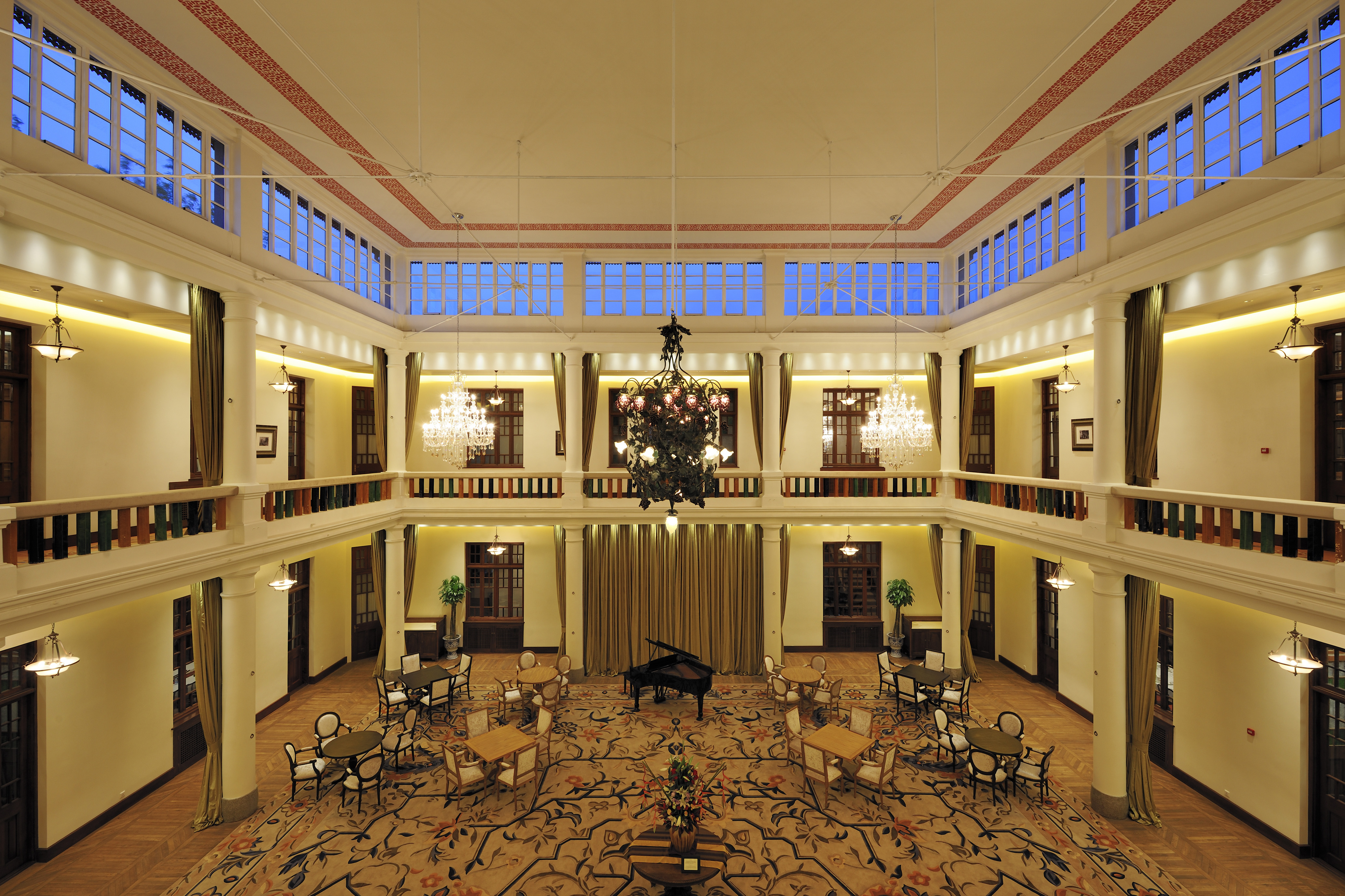
庆王府中庭
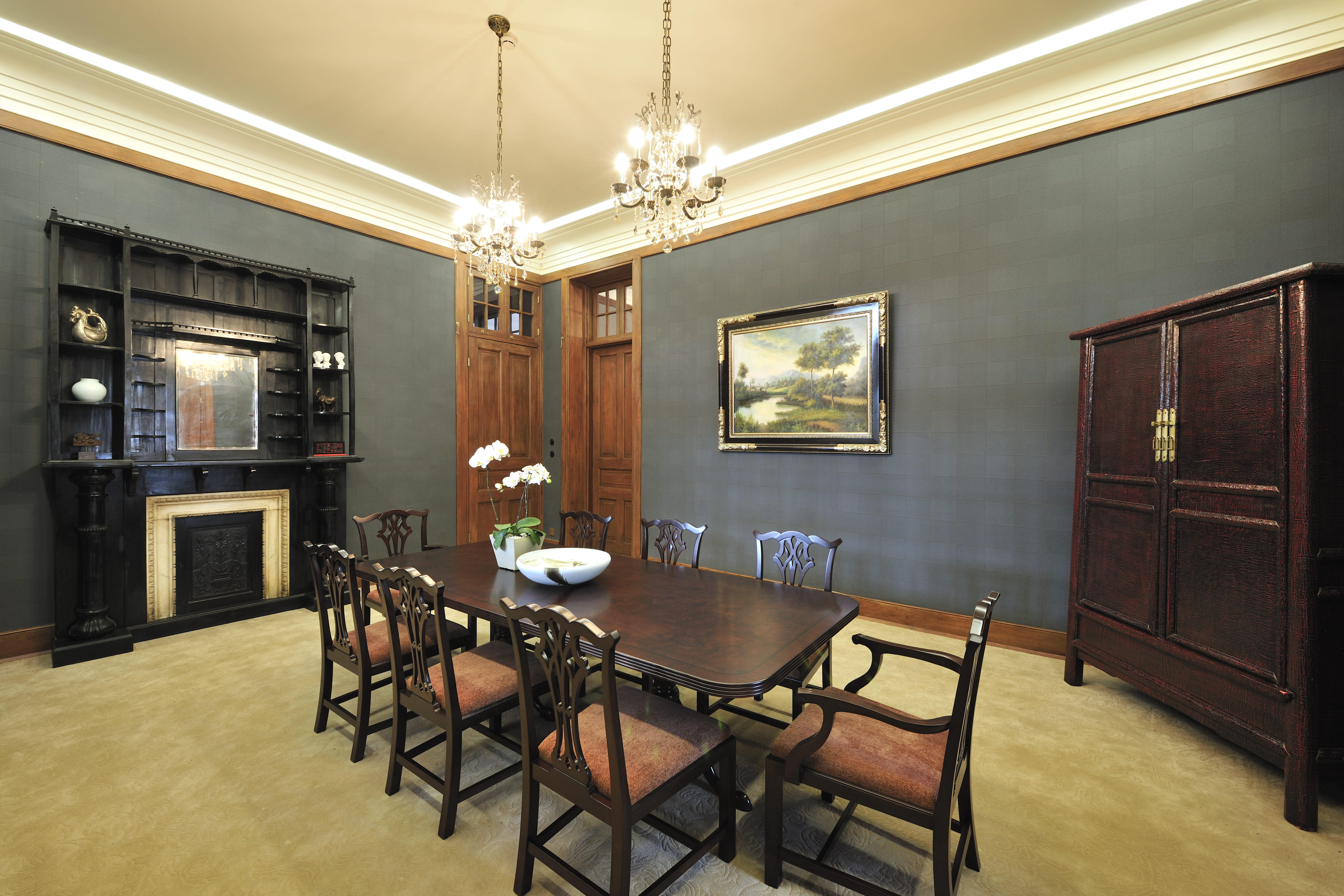
北京厅
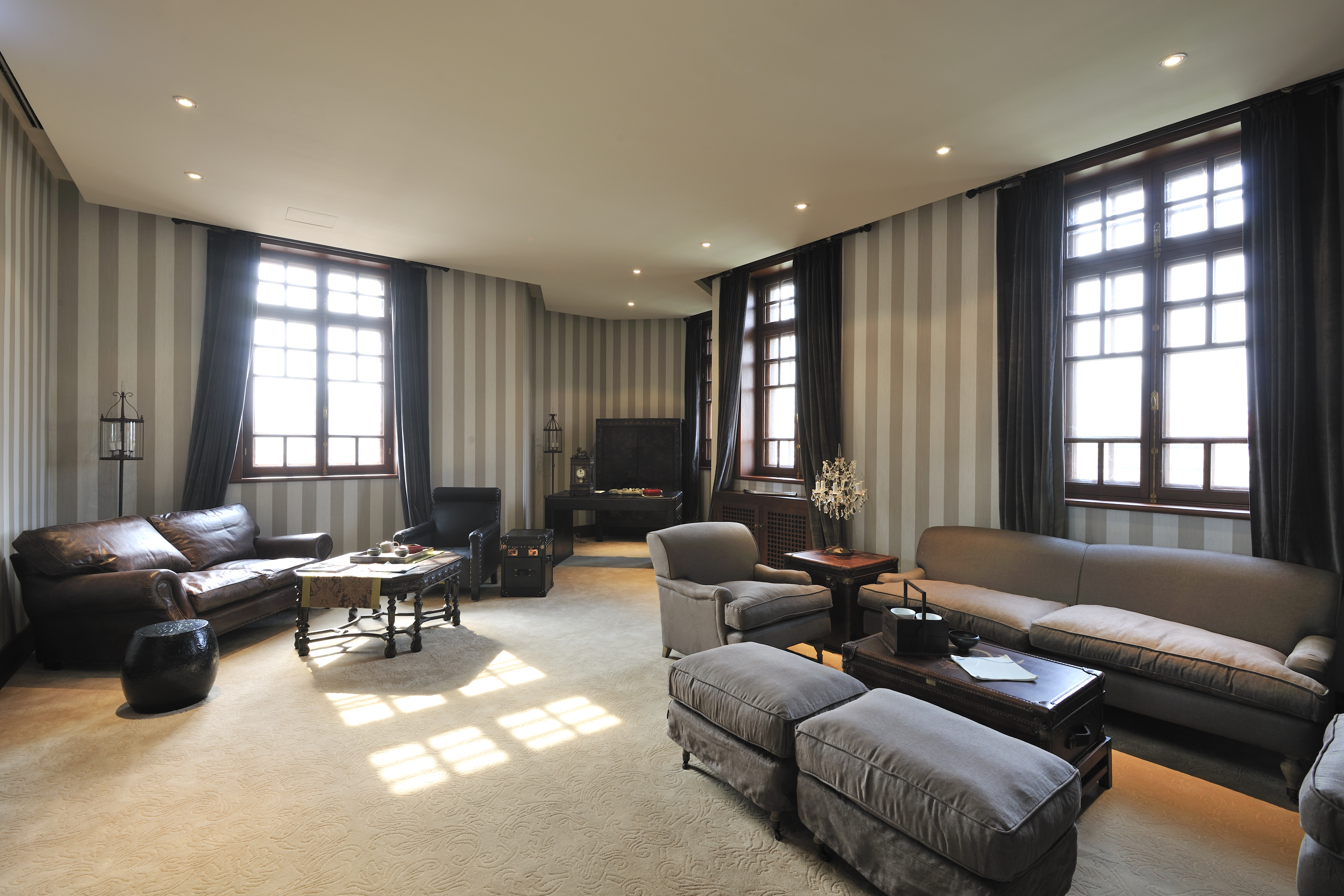
英伦厅
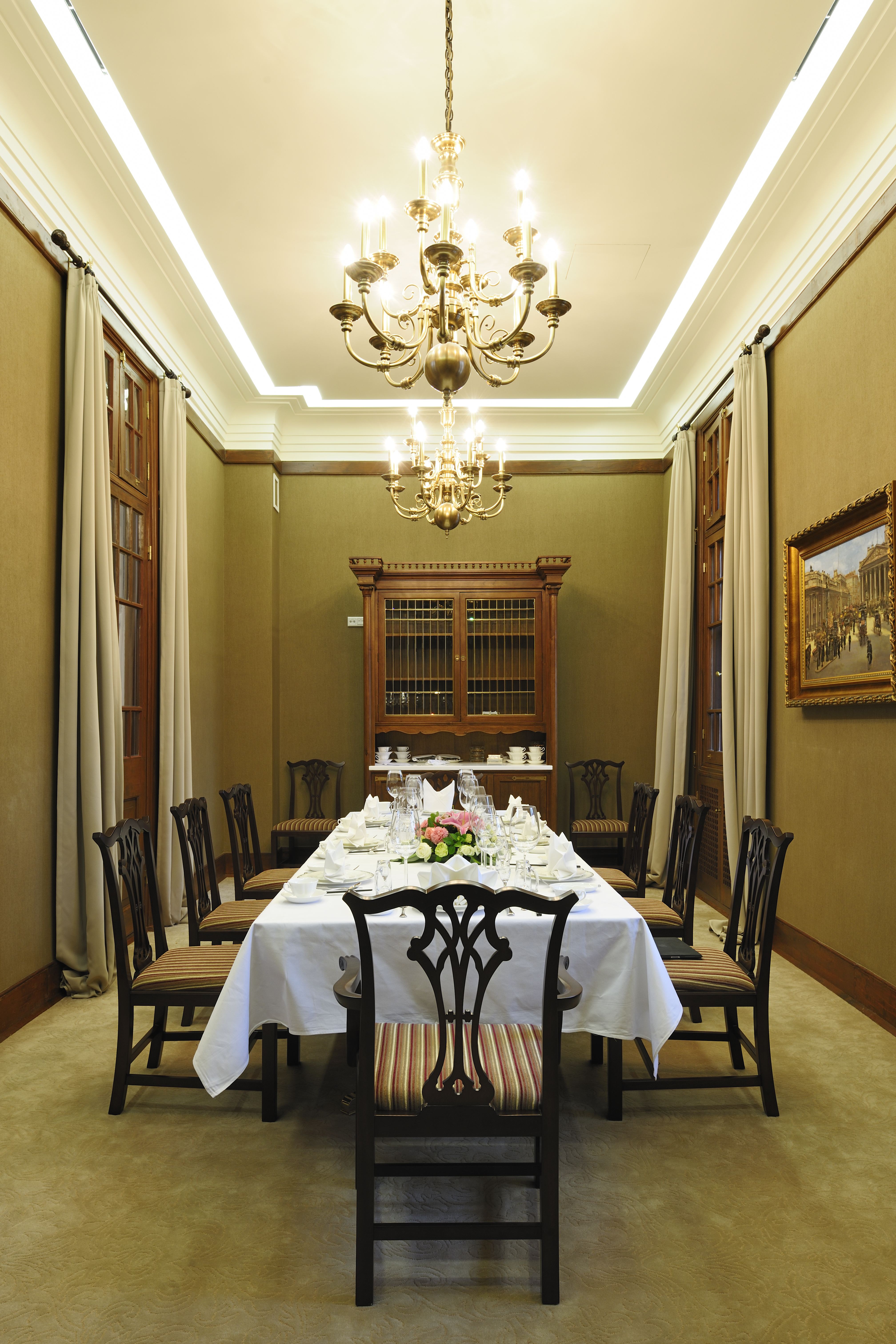
庆王府香港中餐厅
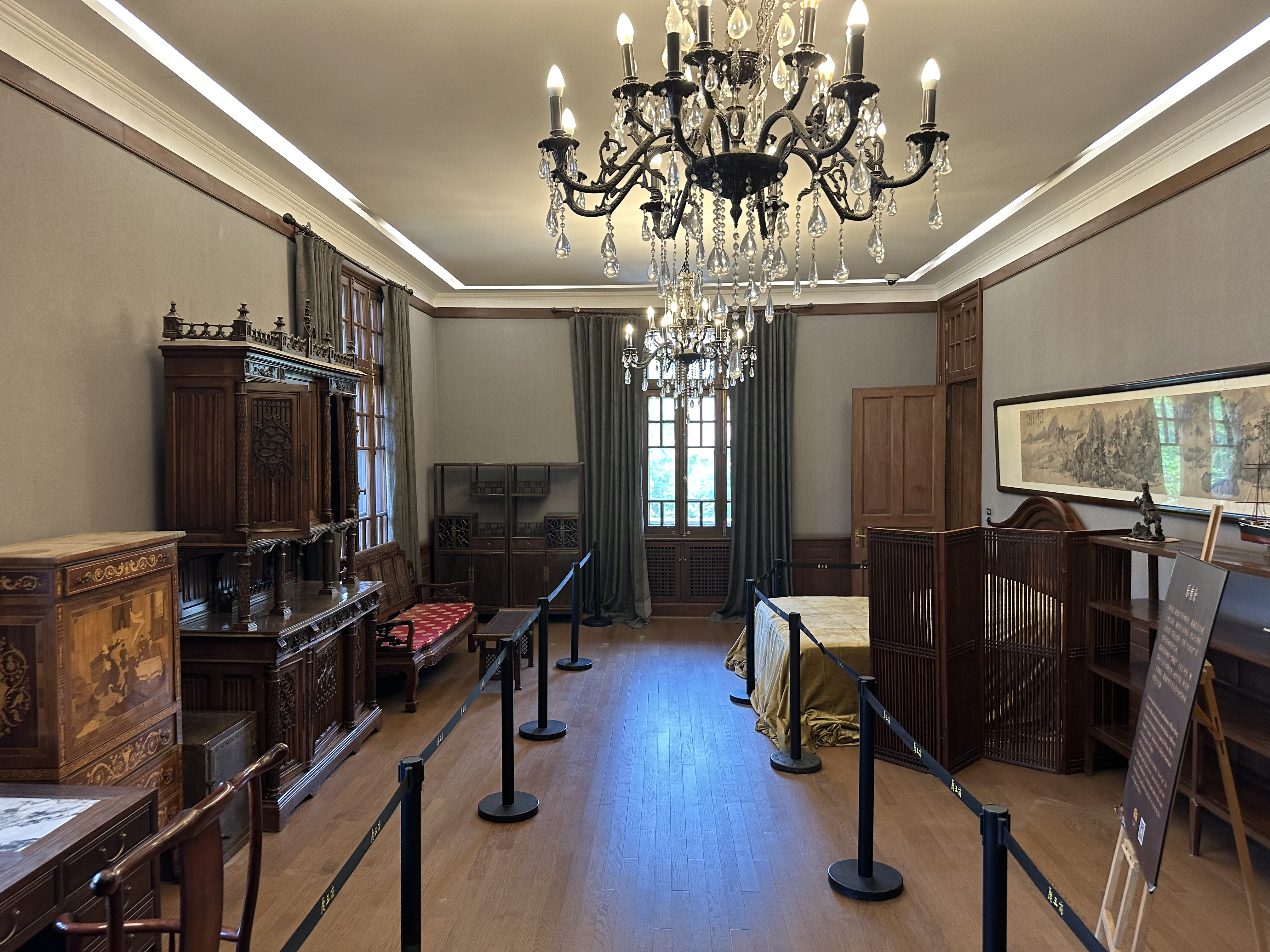
乐有余，原为载振之卧室
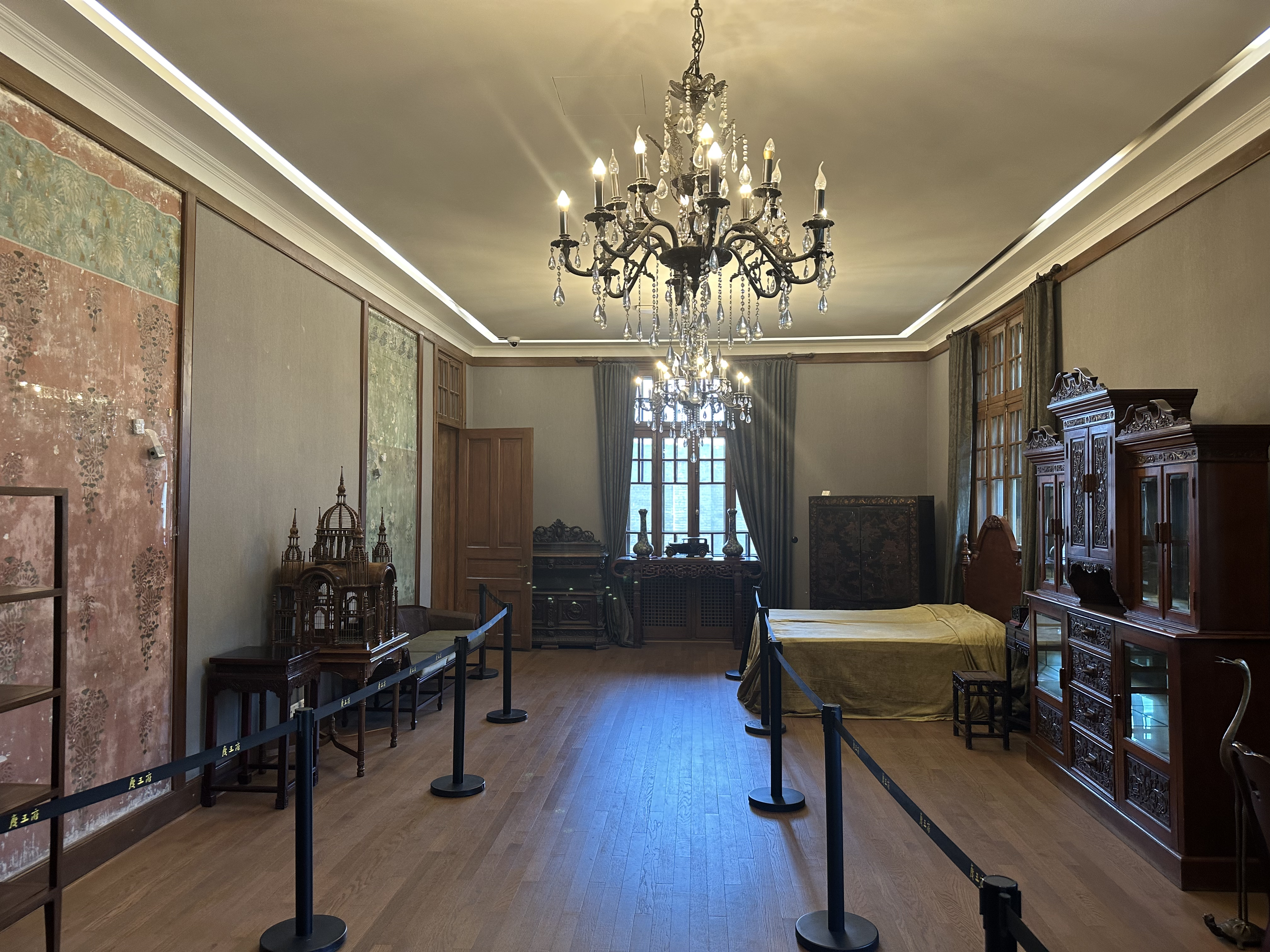
劝业，原为载振三子溥铨的卧室，左侧墙壁有两处经过刷洗裸露出的原始彩绘涂料
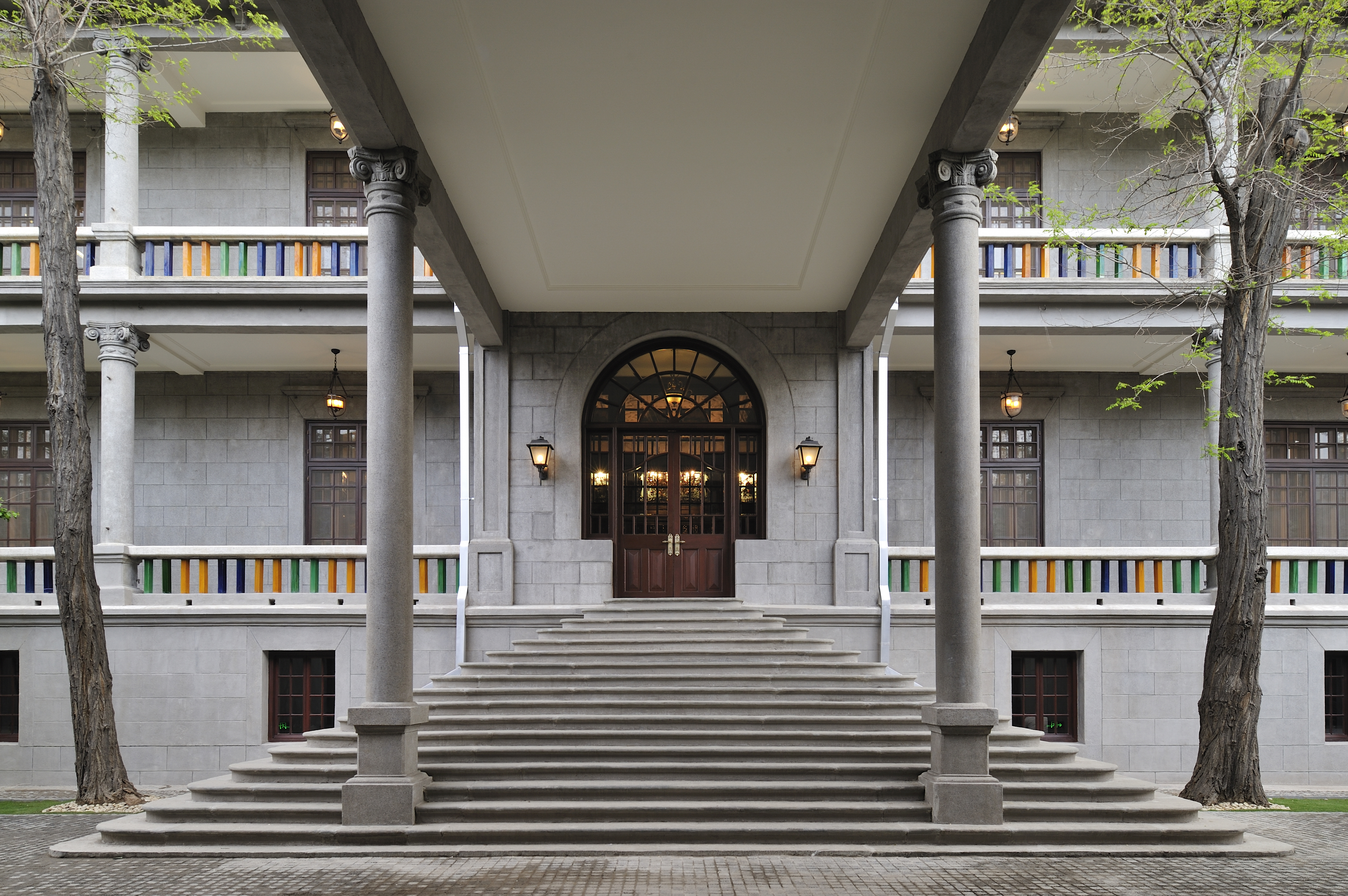
庆王府入口处十七级半台阶

## 内部链接
- 庆亲王府